# Imran Sherwani
Imran Ahmed Khan Sherwani (* 9. April 1962 in Stoke-on-Trent) ist ein ehemaliger britischer Hockeyspieler, der mit der Britischen Nationalmannschaft 1988 Olympiasieger war.

## Sportliche Karriere
Imran Sherwani trat in 45 Länderspielen für die Britische Nationalmannschaft an. Außerdem bestritt er 49 Länderspiele für die Englische Nationalmannschaft. Imran Sherwani war Flügelstürmer.
Imran Sherwani verpasste wegen einer Verletzung die Teilnahme an den Olympischen Spielen 1984 in Los Angeles. 1986 erreichten die Engländer bei der Weltmeisterschaft in London das Finale durch einen Sieg über die Deutschen mit 3:2 nach Verlängerung. Im Finale unterlagen sie dann den Australiern mit 1:2. Ebenfalls Silber gewannen die Engländer bei der Europameisterschaft 1987 in Moskau, als sie das Finale gegen die Niederländer erst im Siebenmeterschießen verloren. Bei den Olympischen Spielen 1988 in Seoul belegten die Briten in der Vorrunde den zweiten Platz hinter den Deutschen. Mit einem 3:2-Halbfinalsieg gegen die Australier erreichten die Briten das Finale und gewannen Gold mit einem 3:1-Finalsieg über die Deutschen. Imran Sherwani erzielte während des Turniers drei Tore, darunter zwei im Finale.
Im Verein spielte Imran Sherwani beim Stourport Hockey Club. Er arbeitete als Nachrichtenredakteur in Stoke-on-Trent.